# 야구 모레이라 시우바
야구 모레이라 시우바(포르투갈어: Yago Moreira Silva, 1994년 4월 28일~ ), 짧게는 야구로 불리는 브라질의 축구 선수이다. 포지션은 공격수다. 2018년 현재 캄페오나투 브라질레이루 세리이 B 센트루 스포르치부 알라고아누에서 활약하고 있다. 야구는 대한민국 2부 리그 K리그 챌린지의 서울 이랜드에서 활약한 바 있으며, K리그 등록명은 야고였다.

## 선수 생활
K리그 챌린지 2017 시즌 개막전 부천 FC 1995와의 경기에서 선발 출장하여 서울 이랜드에서의 첫 경기를 가졌다. 그러나 출장 기회를 잡을 때마다 번번히 좋지 못한 활약을 보여주었고, 8라운드 수원 FC와의 경기를 끝으로 서울 이랜드 FC에서 출장하지 못하였다. 여름 이적시장을 통해 계약 해지를 하고 팀을 떠났다.
2017년 9월 7일 쿠웨이트 프리미어리그의 알타다몬 SC로 이적하였다.
2018년 2월 캄페오나투 브라질레이루 세리이 B 센트루 스포르치부 알라고아누로 이적하며, 브라질로 복귀하였다.
2021년 세리이 D의 레트로 FC 브라질에서 6경기 0골을 기록하고 팀을 떠났다.

## 여담
웃긴 축구선수 이름 하면 언급되는 사람중에 하나다. 특유의 괴리감 있는 이름 때문에 회자되고 있다.